# Le Sacré Sauvage et autres essais
 (avril 2015).
Le Sacré Sauvage et autres essais est un ouvrage publié en 1975. Il consiste en un recueil d'articles de l'anthropologue français Roger Bastide. Le thème récurrent des articles est la fameuse notion d'anthropologie culturelle de "sacré" et le rapport que les hommes entretiennent avec elle. 

## Résumé
Ce livre est un des derniers sur lequel Roger Bastide eu l'occasion de travailler avant sa mort. L'auteur de la préface, Henri Desroche, dû achever l'ouvrage seul. Les dates de publication originale des articles s'étendent de 1931 à 1973.
Dans les articles sélectionnés pour cet ouvrage, Roger Bastide explore plusieurs facettes du rapport des hommes non seulement à Dieu mais au sacré en général. Sa thèse est que les hommes sont capables de "fabriquer des dieux" et que des croyances existent en dehors des carcans religieux traditionnels. Le Français considère que le sacré peut revêtir deux aspects principaux: une forme classique à travers une religion instituée, forme qu'il nomme le "sacré domestiqué" ou alors une forme plus hybride, plus difficile à cerner qu'il nomme le "sacré sauvage". Le sacré sauvage serait une forme de résurgence du sacré dans les sociétés contemporaines et pourrait s'exprimer à travers de très nombreux vecteurs comme la politique ou la communauté hippie. 
L'ouvrage est divisé en trois parties elles-mêmes subdivisées en chapitres. Les deux premières parties contiennent cinq chapitres alors que la dernière n'en contient que trois:

### Première partie
| Chapitre | Titre                                        |
| -------- | -------------------------------------------- |
| 1        | Un mysticisme sans dieux                     |
| 2        | La plongée ténébreuse                        |
| 3        | Dieu et la révolution                        |
| 4        | La bataille des dieux                        |
| 5        | L'homme cette machine à frabriquer des dieux |

### Deuxième partie
| Chapitre | Titre                                                                              |
| -------- | ---------------------------------------------------------------------------------- |
| 6        | La mythologie moderne                                                              |
| 7        | Sociologie des mutations religieuses                                               |
| 8        | Sociologie du rêve                                                                 |
| 9        | L'expression de la prière chez les peuples sans écriture                           |
| 10       | Le millénarisme comme stratégie de la recherche d'une nouvelle identité et dignité |

### Troisième partie
| Chapitre | Titre                                                   |
| -------- | ------------------------------------------------------- |
| 11       | Prométhée ou son vautour                                |
| 12       | La rencontre des dieux africains et des esprits indiens |
| 13       | Les esclaves des dieux                                  |
| 14       | Le sacré sauvage                                        |

## Édition
Le livre a été originellement publié aux éditions Payot en 1975 dans la collection "bibliothèque scientifique":
- Bastide Roger, Le sacré sauvage, Paris, Payot, 1975.